# 235615 Rosromkondratyuk
235615 Rosromkondratyuk este o planetă minoră (asteroid), cu un diametru de 4,127 km, din centura de asteroizi. A fost descoperită pe 13 august 2004 la Andrușivska astronomicina observatoria⁠(d) de Andrușivska astronomicina observatoria⁠(d). 
Obiectul prezintă o orbită caracterizată de o semiaxă mare de 2,7260567996619 UAi, o excentricitate de 0,17235547423504, o înclinație de 29,948287255852 ° în raport cu ecliptica.